# Сосновка (Октябрьский район, Гомельская область)
Сосновка (бел. Сасноўка) — деревня в Октябрьском районе Гомельской области Белоруссии. В составе Краснослободского сельсовета.
На севере граничит с лесом.

## География

### Расположение
В 33 км на юго-запад от Октябрьского, 26 км от железнодорожной Рабкор (на ветке Бобруйск — Рабкор от линии Осиповичи — Жлобин), 263 км от Гомеля.

## Гидрография
На реке Оресса (приток реки Птичь), На юге сеть мелиоративных каналов.

## Транспортная сеть
Транспортные связи по просёлочной, затем автомобильной дороге Октябрьский — Новосёлки. Планировка состоит из прямолинейной улицы, близкой к широтной ориентации, к которой с севера присоединяются 2 переулка. Застройка усадебного типа.

## История
По письменным источникам известна с XIX века как деревня в составе поместья Лясковичская Слобода, во владении помещика Ф. Германа. В 1908 году в Паричской волости Бобруйского уезда Минской губернии. В 1929 году жители вступили в колхоз. Во время Великой Отечественной войны в апреле 1942 года немецкие оккупанты полностью сожгли деревню и убили 9 жителей. Некоторое время в деревне зимой 1943 года базировался штаб Минского партизанского соединения, здесь же размещалась подпольная типография и выходила республиканская газета «Звезда». 34 жителя погибли на фронте. Согласно переписи 1959 года в составе совхоза «Краснослободский» (центр — деревня Красная Слобода); работал магазин.
Червоннослободский сельсовет в июне 2005 года был переименован в Краснослободский.

## Население

### Численность
- 2004 год — 48 хозяйств, 110 жителей.

### Динамика
- 1908 год — 27 дворов, 158 жителей.
- 1940 год — 55 дворов, 245 жителей.
- 1959 год — 282 жителя (согласно переписи).
- 2004 год — 48 хозяйств, 110 жителей.